# Qatar ExxonMobil Open 2016
Qatar ExxonMobil Open 2016 byl tenisový turnaj mužů na profesionálním okruhu ATP World Tour, hraný v areálu Khalifa International Tennis and Squash Complex na otevřených dvorcích s tvrdým povrchem Plexicushion. Konal se na úvod sezóny mezi 4. až 9. lednem 2016 v katarském hlavním městě Dauhá jako dvacátý čtvrtý ročník turnaje.
Událost se řadila do kategorie ATP World Tour 250. Celkový rozpočet činil 1 283 855 dolarů. Nejvýše nasazeným hráčem ve dvouhře se stala úřadující světová jednička Novak Djoković ze Srbska. Posledním přímým účastníkem hlavní singlové soutěže byl 94. ukrajinský hráč žebříčku Illja Marčenko, kterému obhájce trofeje David Ferrer podlehl v úvodním kole.
Jubilejní šedesátý singlový titul na okruhu ATP Tour vybojoval Novak Djoković. Deblovou část ovládl španělský pár Feliciano López a Marc López.

## Rozdělení bodů a finančních odměn

### Rozdělení bodů
| Soutěž  | vítězové | finalisté | semifinalisté | čtvrtfinalisté | 16 v kole | 32 v kole | Q  | Q3 | Q2 | Q1 |
| ------- | -------- | --------- | ------------- | -------------- | --------- | --------- | -- | -- | -- | -- |
| dvouhra | 250      | 150       | 90            | 45             | 20        | 0         | 12 | 6  | 0  | 0  |
| čtyřhra | 250      | 150       | 90            | 45             | 0         |           |    |    |    |    |

### Finanční odměny
| dvouhra                             | $201 165 | $105 940 | $57 380 | $32 700 | $19 265 | $11 415 |
| čtyřhra                             | $64 420  | $33 860  | $18 350 | $10 500 | $6 150  |         |
| částka ve čtyřhře je uvedena na pár |          |          |         |         |         |         |

## Dvouhra mužů

### Nasazení
| Stát                             | Hráč            | ATP | Nasazení |
| -------------------------------- | --------------- | --- | -------- |
| Srbsko                           | Novak Djoković  | 1.  | 1.       |
| Španělsko                        | Rafael Nadal    | 5.  | 2.       |
| Česko                            | Tomáš Berdych   | 6.  | 3.       |
| Španělsko                        | David Ferrer    | 7.  | 4.       |
| Španělsko                        | Feliciano López | 17. | 5.       |
| Itálie                           | Andreas Seppi   | 29. | 6.       |
| Francie                          | Jérémy Chardy   | 31. | 7.       |
| Argentina                        | Leonardo Mayer  | 35. | 8.       |
| Žebříček ATP k 28. prosinci 2015 |                 |     |          |

### Jiné formy účasti
Následující hráčí obdrželi divokou kartu do hlavní soutěže:
- Marsel İlhan
- Malek Džazírí
- Mubarak Shannan Zayid

Následující hráči postoupili z kvalifikace:
- Benjamin Becker
- Dustin Brown
- Kyle Edmund
- Aslan Karacev

### Odhlášení
před zahájením turnaje
- Steve Darcis → nahradil jej Illja Marčenko
- Richard Gasquet (zranění zad) → nahradil jej Marco Cecchinato
- Guido Pella → nahradil jej Paul-Henri Mathieu

## Mužská čtyřhra

### Nasazení
| Stát                                                                                      | Hráč               | Stát      | Hráč           | ATP | Nasazení |
| ----------------------------------------------------------------------------------------- | ------------------ | --------- | -------------- | --- | -------- |
| Nizozemsko                                                                                | Jean-Julien Rojer  | Rumunsko  | Horia Tecău    | 5.  | 1.       |
| Spojené království                                                                        | Jamie Murray       | Brazílie  | Bruno Soares   | 29. | 2.       |
| Španělsko                                                                                 | Feliciano López    | Španělsko | Marc López     | 67. | 3.       |
| Německo                                                                                   | Philipp Petzschner | Rakousko  | Alexander Peya | 74. | 4.       |
| Žebříček ATP k 28. prosinci 2015; číslo je součtem žebříčkového postavení obou členů páru |                    |           |                |     |          |

### Jiné formy účasti
Následující páry obdržely divokou kartu do hlavní soutěže:
- Jabor Mohammed Ali Mutawa /  Malek Džazírí
- Mousa Shanan Zayed /  Mubarak Shannan Zayid

## Přehled finále

### Mužská dvouhra
- Novak Djoković vs.  Rafael Nadal, 6–1, 6–2

### Mužská čtyřhra
- Feliciano López /  Marc López vs.  Philipp Petzschner /  Alexander Peya, 6–4, 6–3